# Kokomo (Indiana)
Kokomo è una città degli Stati Uniti d'America, capoluogo della Contea di Howard, nello Stato dell'Indiana.
La popolazione era di 48 070 abitanti nel censimento del 2006.